# Crevo
U zoologiji, crevo, takođe poznato kao alimentarni kanal ili alimentarni trakt, je cev kojom bilateralne životinje prenose hranu do organa za varenje. Kod velikih bilateralnih životinja crevo generalno ima izlaz, anus, putem koga životinja odstranjuje čvrsti otpad. Taj proces je defekacija. Male bilateralne životinje često nemaju čmar, i one odstranjuju čvrsti otpad na neki drugi način, na primer kroz usta.